# Zákon o japonské státní příslušnosti

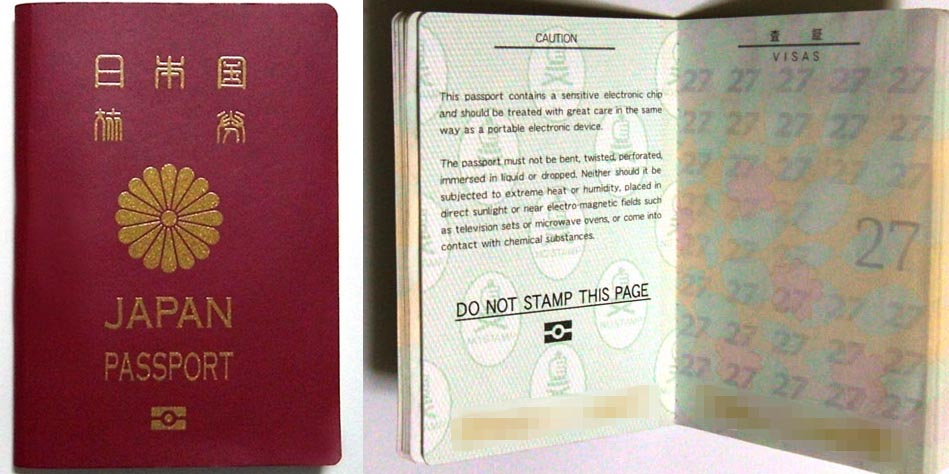
Japonský cestovní pas

Japonská státní příslušnost je zákonné označení a soubor práv udělených těm lidem, kteří splnili kritéria pro občanství prostřednictvím narození japonským rodičům nebo naturalizací. Státní příslušnost spadá do pravomoci ministra spravedlnosti a obecně se řídí zákonem o státní příslušnosti z roku 1950.

## Historie
Před rokem 1947, v příkladu jus matrimonii, uzavření sňatku s japonským občanem znamenalo stát se japonským občanem. Jakumo Koizumi byl vůbec první naturalizovaný japonský občan, který získal japonské občanství tímto způsobem.

## Získání občanství narozením
Japonsko přísně dodržuje ius sanguinis, což znamená, že občanství připisuje krví, a nikoli místem narození. V praxi osoba může zdědit japonské občanství po rodičích. Článek 2 zákona o státní příslušnosti stanovil tři situace, kdy se osoba může stát japonským státním příslušníkem při narození:
1. Pokud je jeden z rodičů v době narození japonským státním příslušníkem. Pokud se dítě narodí v zahraničí a má při narození cizí státní příslušnost, musí být dítě zaregistrováno do tří měsíců od narození, jinak bude muset žít v Japonsku před 20. rokem života a informovat o tom ministerstvo spravedlnosti.
2. Když jeden z rodičů zemře před narozením a je v době smrti japonským státním příslušníkem (omezeno na úmrtí otce do roku 1985)
3. Když se osoba narodila na japonské půdě a oba rodiče jsou neznámí nebo bez státní příslušnosti.

Pokud má svobodný japonský otec a matka, která není Japonkou, dítě, rodiče dítěte se později vezmou a japonský otec uzná otcovství, může dítě získat japonskou státní příslušnost, pokud dítě nedosáhlo věku 20 let. Podle japonského zákona o státní příslušnosti platného od roku 1985 platí, že pokud rodiče nejsou v době narození ženatí a otec neuznal otcovství, když bylo dítě ještě v děloze, dítě nezíská japonskou státní příslušnost. Japonský nejvyšší soud však v roce 2008 rozhodl, že popírání státní příslušnosti dětem narozeným mimo manželství cizím matkám je protiústavní.
Poté konzervativní Liberálně demokratická strana a další, kteří poukazovali na možnost falešného uznání otcovství, navrhli povinné testování DNA. To Demokratická strana odmítla a místo toho byl v roce 2009 schválen zákon, který v případě pochybností vyžadoval jako důkaz fotografie otce a dítěte a vědecké otestování.

## Získání občanství naturalizací
Naturalizace v Japonsku vyžaduje, aby se žadatel vzdal svého současného občanství před nebo krátce poté, v závislosti na státní příslušnosti, naturalizace proběhne, pokud ke ztrátě státní příslušnosti nedojde automaticky. Japonská vláda neukládá striktní pravidla pro proces naturalizace, protože přesný proces pro každou konkrétní národnost závisí na mezinárodních vztazích Japonska s danou zemí, odkud žadatel o občanství pochází. Základní požadavky na naturalizaci se také liší od osoby k osobě bez ohledu na její národnost a v závislosti na současném postavení žadatele v Japonsku. Na rozdíl od většiny ostatních zemí nemusí mít žadatel trvalý pobyt, aby mohl žádat o japonské občanství.
Nastíněná kritéria pro naturalizaci jsou uvedena v článku 5 zákona o státní příslušnosti:
1. Nepřetržitý pobyt v Japonsku po dobu 5 let
2. Nejméně 20 let věku a jinak právně způsobilý
3. Dobré chování a žádná minulá historie pobuřujícího chování
4. Dostatečný kapitál nebo dovednosti, ať už osobně nebo v rodině, na to, aby se žadatel uživil v Japonsku
5. Bez státní příslušnosti nebo ochotný vzdát se cizího občanství a přísahat věrnost Japonsku

Ministerstvo spravedlnosti může upustit od požadavků na věk a pobyt, pokud má žadatel zvláštní vztah k Japonsku (například má japonského rodiče).
Zákon o státní příslušnosti rovněž stanovuje, že japonský parlament může udělit japonskou státní příslušnost na základě zvláštního rozhodnutí osobě, která Japonsku poskytla mimořádnou službu. Toto ustanovení však nikdy nebylo uplatněno.
Ti, kteří se naturalizují, si musí zvolit legální jméno, stejně jako ostatní Japonci, který se skládá ze všech nebo jakékoli kombinace japonských abeced hiragany, katakany a schválených kanji (například Adrian Havill se stal Eido Inoue, 井上 エ イ ド). Někdy žadatelům je poskytnuta rada ohledně japonských jmen, ale výběr japonsky znějícího jména nikdy nebyl požadavek; v historii existují příklady naturalizovaných Japonců, kteří si vybrali jméno, které etnicky japonská nejsou.
Žádost je třeba podat osobně na pobočce Ministerstva spravedlnosti ve městě, kde žadatel bydlí. Při první návštěvě bude žadateli vydána brožura, která vysvětluje všechny potřebné dokumenty a procesy vysvětlené v japonštině.
Proces naturalizace má tři fáze.
- První fáze: osobní žádost a shromáždění potřebných dokumentů; příprava a vyplnění všech nezbytných formulářů v japonštině rukopisem a osobní předložení všech připravených dokumentů Ministerstvu spravedlnosti. Žadateli je poskytnuto číslo žádosti o budoucí korespondenci s případem.
- Druhá fáze: Ministerstvo spravedlnosti zkontroluje předložené dokumenty. Ústní a písemný pohovor jsou naplánovány měsíc nebo dva po předložení dokumentů.
- Třetí fáze: Finalizace. Ministerstvo spravedlnosti zasílá všechny dokumenty do Tokia a žadatel je požádán, aby během posuzování žádosti informoval o všech změnách adresy, telefonu, práce, rodinného stavu atd.

V brožuře darované na začátku procesu je uveden seznam všech dokumentů, které žadatel potřebuje od své domovské země a velvyslanectví jejich země v Japonsku. Uchazeč musí být schopen mluvit a vyjadřovat se v japonštině a umět odpovídat na otázky na pohovoru v japonštině. Tazatel se bude ptát na vyplněný formulář žadatele a na to, proč chce uchazeč získat japonské občanství. Na konci může být písemný test na úrovni druhého stupně základní školy .
Poté, co budou dokumenty odeslány ke zpracování do Tokia v sídle ministerstva spravedlnosti, může od první žádosti trvat 8 až 10 měsíců (nebo déle). Jakmile uchazeč získá výsledky z Tokia, žadateli bude rozhodnutí zavoláno.

## Ztráta občanství
Ztráta občanství vyžaduje souhlas ministra spravedlnosti.
Předpokládá se, že se japonský státní příslušník vzdal své původní státní příslušnosti při naturalizaci v kterékoli cizí zemi, nebo pokud cizí státní příslušnost získá jiným způsobem podle své vlastní volby. Ztráta občanství není podnícena získáním cizí státní příslušnosti, které není dáno vlastní volbou jednotlivce, jako je získání cizí státní příslušnosti při narození nebo automatické získání občanství z důvodu adopce nebo naturalizace rodiče.
V rámci revizí zákona o státní příslušnosti z roku 1985 články 14 a 15 vyžadují, aby každá osoba, která má několikanásobné občanství, učinila „prohlášení o volbě“ mezi 20 a 22 letech života, ve kterém se rozhodne vzdát se své japonské národnosti nebo svého cizího státního občanství. Pokud tak neučiní, opravňuje ministerstvo spravedlnosti požadovat kdykoli prohlášení o výběru. Pokud požadované prohlášení nebude učiněno do jednoho měsíce, jejich japonská státní příslušnost se automaticky zruší. Zřeknutí se cizího občanství učiněné před japonskými úředníky může cizí stát považovat bez právního účinku, jako je tomu například v případě občanství Spojených států.
Japonští státní příslušníci, kteří mají vícečetné občanství po narození a kteří si nepřejí ztratit své japonské občanství, jsou povinni deklarovat své přání zachovat si japonské občanství do 21. roku života. Součástí splnění tohoto požadavku je „vynaložit úsilí“ na zřeknutí se jiných občanství, jakmile deklarují svůj záměr zachovat si japonskou státní příslušnost. To může být pro některé Japonce s cizí státní příslušností obtížné, například íránští státní příslušníci se nemohou vzdát své íránské národnosti až do věku 25 let.
Japonský státní příslušník neztrácí svou státní příslušnost v situacích, kdy je občanství získáno nedobrovolně, například když japonský státní příslušník uzavře sňatek s íránským státním příslušníkem. V tomto případě automaticky získávají íránské občanství a je povoleno být íránsko-japonským státním příslušníkem, protože získání íránského občanství bylo nedobrovolné.
Ačkoli není známo, zda k tomu někdy došlo, občanství může být také ztraceno, pokud se člověk stane úředníkem zahraniční vlády, pokud by jeho role byla v rozporu s tím, co vyžaduje být občanem Japonska.
V listopadu 2008 člen liberálně demokratické strany Taro Kōno předložil návrh, aby potomci párů smíšené národnosti, ve kterých je jedním z rodičů Japonec, mohli mít více, než jednu státní příslušnost. Návrh rovněž požaduje, aby bylo cizincům umožněno získat japonskou státní příslušnost bez ztráty původního občanství.

## Dvojí občanství
Dvojí občanství Japonska a jiné země je v některých případech zakázáno kvůli ustanovením o ztrátě japonské státní příslušnosti, když se japonský státní příslušník naturalizuje v jiné zemi (viz „Ztráta občanství“ výše). Stále existuje několik způsobů, jak může osoba mít dvojí občanství Japonska a jiné země:
- Měli dvojí občanství před 1. lednem 1985, kdy byl přijat zákon o státní příslušnosti
- Získají několik občanství při narození, například když se narodí rodiči, který není občanem Japonska, a získají občanství tohoto rodiče v důsledku zákonů dané země nebo tím, že se narodí v zemi jus soli . Musí si však zvolit jedno občanství / státní příslušnost před dosažením věku 22 let nebo do dvou let, pokud je druhé občanství získáno po dosažení věku 20 let, jinak mohou ztratit svou japonskou státní příslušnost (viz výše „Ztráta občanství“), ačkoli to není vynuceno.
- Japonské a severokorejské dvojí občanství lze v některých případech zachovat, protože japonské ministerstvo spravedlnosti odmítá uznat severokorejské občanství.

## Svoboda cestování
V roce 2019 měli japonští občané možnost bezvízově cestovat nebo doložit vízum až po příjezdu do 189 zemí a teritorií, což podle indexu Henley Passport indexovalo japonský pas jako nejsilnější (společně se Singapurem) na světě.
V roce 2017 se japonská národnost umístila na devátém místě v indexu národnosti (QNI). Tento index se liší od indexu omezení víz, který se zaměřuje na vnější faktory, včetně svobody cestování. QNI zohledňuje kromě svobody cestování také vnitřní faktory, jako je mír a stabilita, ekonomická síla a lidský rozvoj.